# Barkhor
Trg Barkhor ali Barkhor (znan tudi kot podokrožje Pargor, tibetansko བར་སྐོར་, Wylie: bar-skor, ZYPY: Pargor; kitajsko: 八廓; pinjin: bākuò) je zgodovinsko območje ozkih ulic in javnega trga s tržnicami ter obhodom - koro okoli templja Jokang v Lasi, Tibet, Kitajska.
Barkhor je priljubljen pobožni obhod (kora) okoli zgodovinskega templja Jokang za romarje in domačine. Sprehod je dolg približno kilometer in obkroža celoten kompleks templja Jokang, nekdanji sedež oraklja Nečung v Lasi, imenovan samostan Muru Njingba in številne nekdanje plemiške hiše, vključno s Tromzikhangom in Jamkhangom. V štirih glavnih smereh so štirje veliki kadilniki (sangkangi), v katerih kadilo nenehno gori, da bi ugodili bogovom, ki varujejo Jokang. Tržnica Tromzikhang v Barkhorju je živahna, območje pa je pomembna turistična atrakcija.
Ker je tempelj Jokang od leta 1987 postal tudi simbolno središče tibetanskih protestov, je bil tudi Barkhor priča številnim demonstracijam. Ko je 14. dalajlama leta 1989 prejel Nobelovo nagrado za mir, so mnogi njegovi podporniki v počastitev metali tsampo okoli Barkhorja. Potem ko je centralna vlada nagrado zavrnila, so aretirali prebivalce, ki so nadaljevali s takimi demonstracijami. Trg je med protesti v Lasi leta 2008 na kratko zaprla policija.
- Trg Barkhor in tempelj Jokang
- Stara ulica Barkhor (1993)
- Prizor z ulice Barkhor, Lasa (1993)